# Simavi
Simavi is een Nederlandse, van oorsprong protestantse, ontwikkelingsorganisatie die anno 2023 werkzaam is in tien landen, verdeeld over de continenten Afrika en Azië. Het hoofdkantoor is gevestigd in Amsterdam. Simavi steunt meisjes en vrouwen om hun recht op gelijkwaardigheid en water en sanitatie op te eisen, met als doel een gezondere en rechtvaardigere samenleving voor iedereen.

## Geschiedenis
In 1925 waren Joh. van der Spek en H. Bervoets als zendingsartsen te werk waren gesteld op Midden-Java in Nederlands-Indië en ontstond het idee voor de medische zending. In april 1926 werd de Vereeniging S.I.M.A.V.I. opgericht. De naam van de organisatie is een afkorting van Steun In Medische Aangelegenheden voor Inheemschen. Aangezien de afkorting verwijst naar een koloniaal verleden dat niet langer in lijn ligt met de waarden waar Simavi voor staat, wordt deze niet meer als zodanig gebruikt. 
Het doel was om hervormde zendingsartsen in de Nederlandse kolonie te voorzien van medicijnen, instrumenten en apparatuur. Na verloop van tijd werd de hulp uitgebreid naar gereformeerde en doopsgezinde artsen. Nog voor 1940 werd het punt bereikt dat de hulp van Simavi voor iedereen beschikbaar was, ongeacht de levensovertuiging.
Ook de manier waarop hulp werd geboden veranderde. In de beginjaren ging het om de verscheping van middelen voor Westerse artsen. In de loop der jaren verschoof de steun naar gezondheid gerelateerde projecten, zoals de aanleg van water- en sanitaire voorzieningen. Zowel de Nederlandse artsen en verpleegkundigen als de scheepscontainers verdwenen uit beeld. Zo heeft het werk van Simavi zich ontwikkeld tot wat de organisatie nu doet: het geven van steun aan lokale initiatieven, die ook lokaal worden geleid en uitgevoerd. En het pleiten voor meer gelijkheid en klimaatrechtvaardigheid voor vrouwen en meisjes in kwetsbare gemeenschappen.
Prinses Beatrix is beschermvrouw van Simavi. Ze volgde Koningin Juliana en Koningin Wilhelmina op die sinds het begin van de vorige eeuw zich in hebben gezet voor de organisatie.

## Doelstellingen en werkwijze
- Alle vrouwen en meisjes moeten gebruik kunnen maken van hun recht op water en sanitatie.
- Samenwerking met partners in de projectlanden aan een betere toegang, beschikbaarheid en duurzaamheid van drinkwater, toiletten en hygiënevoorzieningen.
- Kennis en bewustwording over het recht op water en sanitatie en het belang van veilig drinkwater en goede sanitaire voorzieningen[5].
- Samenwerking met vrouwennetwerken, vrouwenorganisatie en andere maatschappelijke organisaties om de zeggenschap en het leiderschap van vrouwen te vergroten.
- Kennis en weerbaarheid van vrouwen en meisjes versterken als het gaat om de effecten van klimaatverandering en het versterken van hun positie en rol in projecten voor klimaatadaptatie[5].
- Het pleiten bij overheden en andere belanghebbenden voor duurzame verbetering van water-, hygiëne- en sanitaire voorzieningen voor iedereen.
- Ervoor zorgen dat voorzieningen en diensten duurzaam, gendersensitief en sociaal inclusief zijn.
- Het bespreekbaar maken van taboes rondom menstruatie en zorgen voor vrouwvriendelijke toiletten[5].